# 西爾 (阿拉巴馬州)
西爾（英語：Seale）是一個位於美國阿拉巴馬州拉塞爾縣的非建制地區。該地的面積和人口皆未知。

## 地理
西爾的座標為32°17′51″N 85°10′08″W / 32.29750°N 85.16889°W，而該地的平均海拔高度為104米（即340英尺）。